# Gökhan İnler
Gökhan İnler, właśc. Gökhan Masera (ur. 27 czerwca 1984 w Olten) – szwajcarski piłkarz tureckiego pochodzenia występujący najczęściej na pozycji defensywnego pomocnika.

## Kariera klubowa
Gökhan İnler karierę rozpoczynał w szkółce juniorskiej FC Basel. W 2004 roku trafił do FC Aarau, w barwach którego 20 marca 2005 roku w przegranym 2:3 meczu z Grasshoppers Zurych zadebiutował w Super Lidze. W pierwszym sezonie występów w Aarau Szwajcar razem z drużyną zajął ósmą pozycję w ligowej tabeli, a w kolejnych rozgrywkach szwajcarska ekipa nadal spisywała się poniżej oczekiwań. İnler zimą zdecydował się zmienić klub i przeniósł się do FC Zürich, z którym dwa razy z rzędu zdobył krajowe mistrzostwo – w 2006 i 2007 roku.
Latem 2007 roku szwajcarski zawodnik trafił do Serie A, gdzie podpisał kontrakt z Udinese Calcio. W najwyższej klasie rozgrywek we Włoszech zadebiutował 27 sierpnia w zremisowanym 1:1 meczu z Interem Mediolan. W debiutanckim sezonie w drużynie „Bianconerich” İnler rozegrał 37 spotkań i strzelił dwie bramki. W wygranym 3:1 meczu z US Palermo inaugurującym sezon 2008/2009 szwajcarski pomocnik zdobył jedną z bramek dla swojego zespołu.
W 2011 roku odszedł do SSC Napoli. Następnie grał w angielskim Leicester City, a w 2016 roku przeszedł do tureckiego Beşiktaşu JK.

## Kariera reprezentacyjna
W reprezentacji Szwajcarii İnler zadebiutował 2 września 2006 roku w spotkaniu przeciwko Wenezueli. W 2008 roku Jakob Kuhn powołał go do 23-osobowej kadry na mistrzostwa Europy, na których Szwajcaria odpadła w rundzie grupowej.